# گونه بوم‌زاد
گونه بوم‌زاد به گونه‌های زیستی ویژه یک زیستگاه، منطقه جغرافیایی، جزیره یا کشور که به صورت انحصاری تنها در آن منطقه یافت شوند و بیرون از آن دیده نشوند، گفته می‌شود. در گذشته، به این گونه‌ها پیشتر بومی انحصاری گفته می‌شد اما درسال‌های گذشته، واژه فارسی و کوتاه‌تر بوم‌زاد جایگزین آن شد.
گونه‌های بوم‌زاد با احتمال بیشتری در مناطقی که از دیدگاه زیستی محفوظ و دورافتاده هستند، شکل پیدا می‌کنند. برای نمونه، بسیاری از جزیره‌ها به دلیل در انزوا بودن دارای گونه‌های گیاهی و جانوری بوم‌زاد هستند که هاوایی، جزایر گالاپاگوس، و سقطرا از جمله این جزایر هستند. ماداگاسکار نیز به دلیل جداافتادگی از قاره آفریقا، دارای تعداد زیادی گونه‌های بوم‌زاد است. دیگر مناطق منزوی و دورافتادهٔ اینچنینی را می‌توان در بلندی‌های اتیوپی یا آب‌های منزوی چون دریاچه بایکال یافت.
از آنجا که گونه‌های بوم‌زاد منحصر به یک منطقه جغرافیایی یا آب و هوای ویژه هستند، با هر گونه تغییر در محیط زیست‌شان می‌توانند به سادگی مورد تهدید انقراض قرار گیرند. فعالیت‌های انسانی نیز می‌توانند تأثیر بسیاری در افول وضعیت بقای گونه‌های بوم‌زاد داشته باشند. برای نمونه، تنها گونه دلفین منقرض‌شده در جهان باییجی بوم‌زاد چین بود که در دهه نخست سده ۲۱ میلادی به دلیل فعالیت‌های بشری نابود شد.